# The Field of Honor (film 1917)
The Field of Honor è un film muto del 1917 diretto da Allen J. Holubar (Allen Holubar). Il regista è anche uno dei protagonisti della storia firmata da Brand Whitlock che vede tra i suoi interpreti anche due attori australiani, Louise Lovely e Sydney Deane.

## Trama
Due soldati in partenza per la guerra sono innamorati della stessa ragazza che ne sceglie uno e lo sposa. Ma il prescelto, sul campo di battaglia, si dimostrerà un codardo. L'altro soldato, credendo che sia morto, per proteggerne l'onore, prende su di sé la colpa del suo comportamento. Scoprirà, invece, che l'uomo non è morto.

## Produzione
Il film fu prodotto dall'Universal Film Manufacturing Company.

## Distribuzione
Distribuito dall'Universal Film Manufacturing Company, il film uscì nelle sale cinematografiche statunitensi l'11 giugno 1917.